# Lymantria
Lymantria este un gen de molii din subfamilia Lymantriinae, familia Lymantriidae (sau Erebidae conform altor clasificări).

## Specii
Genul conține următoarele specii:
- Lymantria aboleta Staudinger, 1896
- Lymantria akemii Schintlmeister, 198?
- Lymantria albescens Matsumura, 1927
- Lymantria albimacula Wallengren, 1863
- Lymantria albolunulata Moore, 1879
- Lymantria alexandrae Schintlmeister, 1994
- Lymantria ampla Walker, 1855
- Lymantria antennata Walker, 1855
- Lymantria antica Walker, 1856
- Lymantria aomoriensis Matsumura, 1921
- Lymantria apicebrunnea Gaede, 1932
- Lymantria arete Fawcett, 1915
- Lymantria argyrochroa Collenette, 1935
- Lymantria arrheta Collenette, 1959
- Lymantria aryama Moore, 1859
- Lymantria ascetria Hübner, 1821
- Lymantria asiatica Vunkovskij, 1926
- Lymantria atala Swinhoe, 1923
- Lymantria atemeles Collenette, 1932
- Lymantria atra Linstow., 1907
- Lymantria atlantica Rambur, 1842
- Lymantria aurora Butler, 1877
- Lymantria bantaizana Matsumura, 1933
- Lymantria barica Mabille, 1878
- Lymantria barisana Collenette, 1933
- Lymantria barlowi Schintlmeister, 1994
- Lymantria beatrix Stoll, 1790
- Lymantria bhascara Moore, 1859
- Lymantria binotata Mabille, 1880
- Lymantria bisextilis Toxopeus, 1948
- Lymantria bivittata Moore, 1879
- Lymantria brotea Stoll, 1780
- Lymantria brunneata Kenrick, 1914
- Lymantria brunneiplaga Swinhoe, 1903
- Lymantria brunneoloma Pogue & Schaeffer, 2007
- Lymantria buruensis Collenette, 1933
- Lymantria caliginosa Collenette, 1933
- Lymantria canariensis Kenrick, 1914
- Lymantria capnodes Collenette, 1932
- Lymantria carnecolor Moore, 1888
- Lymantria carneola Moore, 1879
- Lymantria castanea Kenrick, 1914
- Lymantria castaneostriata Kenrick, 1914
- Lymantria ceballosi Agenjo, 1959
- Lymantria celebesa Collenette, 1947
- Lymantria chosenibia Bryk, 1949
- Lymantria chroma Collenette, 1947
- Lymantria concolor Walker, 1855
- Lymantria conspersa Hering, 1927
- Lymantria costalis Walker, 1865
- Lymantria cryptocloea Collenette, 1932
- Lymantria curvifera Walker, 1866
- Lymantria daraba Wiltshire, 1952
- Lymantria demotes Collenette,
- Lymantria destituta Staudinger, 1891
- Lymantria detersa Walker, 1865
- Lymantria dictyodigma Collenette, 1930
- Lymantria didymata Kenrick, 1914
- Lymantria diehli Schintlmeister, 198?
- Lymantria dispar Linnaeus, 1758 – Gypsy Moth
- Lymantria disparina Hering, 1926
- Lymantria dissoluta Swinhoe, 1903
- Lymantria diversa Turner, 1936
- Lymantria doreyensis Collenette, 1933
- Lymantria dubia Kenrick, 1914
- Lymantria dubiosa Aurivillius, 1894
- Lymantria dulcinea Butler, 1882
- Lymantria ekeikei Bethune-Baker, 1904
- Lymantria elassa Collenette, 1938
- Lymantria epelytes Collenette, 1936
- Lymantria eremita Ochsenheimer, 1810
- Lymantria faircloughi Holloway, 1999
- Lymantria finitorum Collenette, 1931
- Lymantria flavicilia Hampson, 1910
- Lymantria flavoneura Joicey, 1916
- Lymantria formosana Matsumura, 1911
- Lymantria fuliginea Butler, 1880
- Lymantria fuliginosa Moore, 1883
- Lymantria fumida Butler, 1877
- Lymantria fumosa Saalmüller, 1884
- Lymantria fusca Leech, 1888
- Lymantria galinaria Swinhoe, 1903
- Lymantria ganaha Swinhoe, 1903
- Lymantria ganara Moore, 1859
- Lymantria ganaroides Strand, 1917
- Lymantria grandis Walker, 1855
- Lymantria grisea Moore, 1879
- Lymantria griseipennis Kozhanchikov, 1950
- Lymantria griseostriata Kenrick, 1914
- Lymantria grisescens Staudinger, 1887
- Lymantria hadina Butler, 1881
- Lymantria harimuda Roepke, 1937
- Lymantria hemipyra Collenette, 1932
- Lymantria hilaris Voll., 1863
- Lymantria hollowayi Schintlmeister, 198?
- Lymantria horishana Matsumura, 1931
- Lymantria horishanella Matsumura, 1927
- Lymantria hypobolimaea Collenette, 1959
- Lymantria ichorina Butler, 1884
- Lymantria idea Bryk, 1949
- Lymantria incerta Walker, 1855
- Lymantria infuscata Okano, 1959
- Lymantria inordinata Walker, 1865
- Lymantria iris Strand, 1910
- Lymantria japonica Motschulsky, 1860
- Lymantria joannisi Le Cerf, 1921
- Lymantria kanara Collenette, 1951
- Lymantria kebeae Bethune-Baker, 1904
- Lymantria kettlewelli Collenette, 1953
- Lymantria kinta Collenette, 1932
- Lymantria kobesi Schintlmeister, 1994
- Lymantria kolthoffi Bryk, 1949
- Lymantria komarovi Christoph, 1882
- Lymantria koreibia Bryk, 1949
- Lymantria kosemponis Strand, 1914
- Lymantria kruegeri Turati, 1912
- Lymantria lacteipennis Collenette, 1933
- Lymantria lamda Collenette, 1936
- Lymantria lapidicola Herrich-Schäffer, 1852
- Lymantria lateralis Bryk, 1949
- Lymantria lepcha Moore, 1879
- Lymantria leucerythra Collenette, 1930
- Lymantria leucophaes Collenette, 1936
- Lymantria libella Swinhoe, 1904
- Lymantria loacana Semper, 1898
- Lymantria lucescens Butler, 1881
- Lymantria lunata Stoll, 1781
- Lymantria lutea Boisduval, 1847
- Lymantria lutescens Aurivillius, 1920
- Lymantria lygaea Bethune-Baker, 1908
- Lymantria maculata Semper, 1898
- Lymantria maculosa Walker, 1855
- Lymantria malgassica Kenrick, 1914
- Lymantria marginalis Walker, 1862
- Lymantria marginata Walker, 1855
- Lymantria marwitzi Grumb., 1907
- Lymantria mathura Moore, 1865
- Lymantria matuta Bryk, 1949
- Lymantria maura Oberthür, 1916
- Lymantria melanopogon Strand, 1914
- Lymantria metarhoda Walker, 1862
- Lymantria metella Fawcett, 1915
- Lymantria micans Felder, 1874
- Lymantria microcyma Collenette, 1937
- Lymantria microstrigata Holloway, 1999
- Lymantria minahassa Collenette, 1932
- Lymantria miniata Grunb., 1907
- Lymantria minomonis Matsumura, 1933
- Lymantria minora van Eecke, 1828
- Lymantria mjobergi Aurivillius, 1920
- Lymantria modesta Walker, 1855
- Lymantria moesta Swinhoe, 1903
- Lymantria monacha Linnaeus, 1758
- Lymantria monoides Collenette, 1932
- Lymantria mosera Druce, 1898
- Lymantria mus Oberthür, 1916
- Lymantria narindra Moore, 1859
- Lymantria nebulosa Wileman, 1910
- Lymantria neirai Agenjo, 1959
- Lymantria nephrographa Turner, 1915
- Lymantria nesiobia Bryk, 1942
- Lymantria nigra Freyer, 1833
- Lymantria nigra Moore, 1888
- Lymantria nigricosta Matsumura, 1921
- Lymantria ninayi Bethune-Baker, 1910
- Lymantria nobunaga Nagano, 1909
- Lymantria novaguinensis Bethune-Baker, 1904
- Lymantria nudala Strand, 1915
- Lymantria oberthuri Lucas, 1906
- Lymantria obfuscata Walker, 1865
- Lymantria obsoleta Walker, 1855
- Lymantria oinoa Collenette, 1956
- Lymantria orestera Collenette, 1932
- Lymantria ornata Oberthür, 1923
- Lymantria ossea Toxopeus, 1948
- Lymantria pagon Holloway, 1999
- Lymantria panthera van Eecke, 1928
- Lymantria pelospila Turner, 1915
- Lymantria pendleburyi Collenette, 1932
- Lymantria phaeosericea Mabille, 1884
- Lymantria plumbalis Hampson, 1895
- Lymantria polioptera Collenette, 1934
- Lymantria polycyma Collenette, 1936
- Lymantria polysticta Collenette, 1929
- Lymantria postalba Inoue, 1956
- Lymantria postfusca Swinhoe, 1906
- Lymantria praetermissa Collenette, 1933
- Lymantria pramesta Moore, 1859
- Lymantria pruinosa Butler, 1879
- Lymantria pruinosa Hering, 1927
- Lymantria pulverea Pogue & Schaeffer, 2007
- Lymantria pusilla Felder, 1874
- Lymantria rhabdota Collenette, 1949
- Lymantria rhodina Walker, 1865
- Lymantria rhodopepla Felder, 1874
- Lymantria rosea Butler, 1879
- Lymantria roseicoxa Kenrick, 1914
- Lymantria roseola Matsumura, 1931
- Lymantria rosina Pagenstecher, 1900
- Lymantria rubroviridis Hering, 1917
- Lymantria rufofusca Mabille, 1899
- Lymantria rufotincta Kenrick, 1914
- Lymantria russula Collenette, 1933
- Lymantria rusticana Hering, 1927
- Lymantria sakaguchii Matsumura, 1927
- Lymantria semicincta Walker, 1855
- Lymantria serva Fabricius, 1793
- Lymantria servula Collenette, 1935
- Lymantria sinica Moore, 1879
- Lymantria subfusca Schulz., 1910
- Lymantria subpallida Okano, 1959
- Lymantria sugii Kishida, 1986
- Lymantria superans Walker, 1855
- Lymantria takasagonis Matsumura, 1933
- Lymantria tsushimensis Inoue, 1956
- Lymantria umbrina Moore, 1879
- Lymantria umbrosa Butler, 1881
- Lymantria uxor Saalmüller, 1884
- Lymantria variegata Kenrick, 1914
- Lymantria vinacea Moore, 1879
- Lymantria xylina Swinhoe, 1903
- Lymantria yunnanensis Collenette, 1933

## Galerie

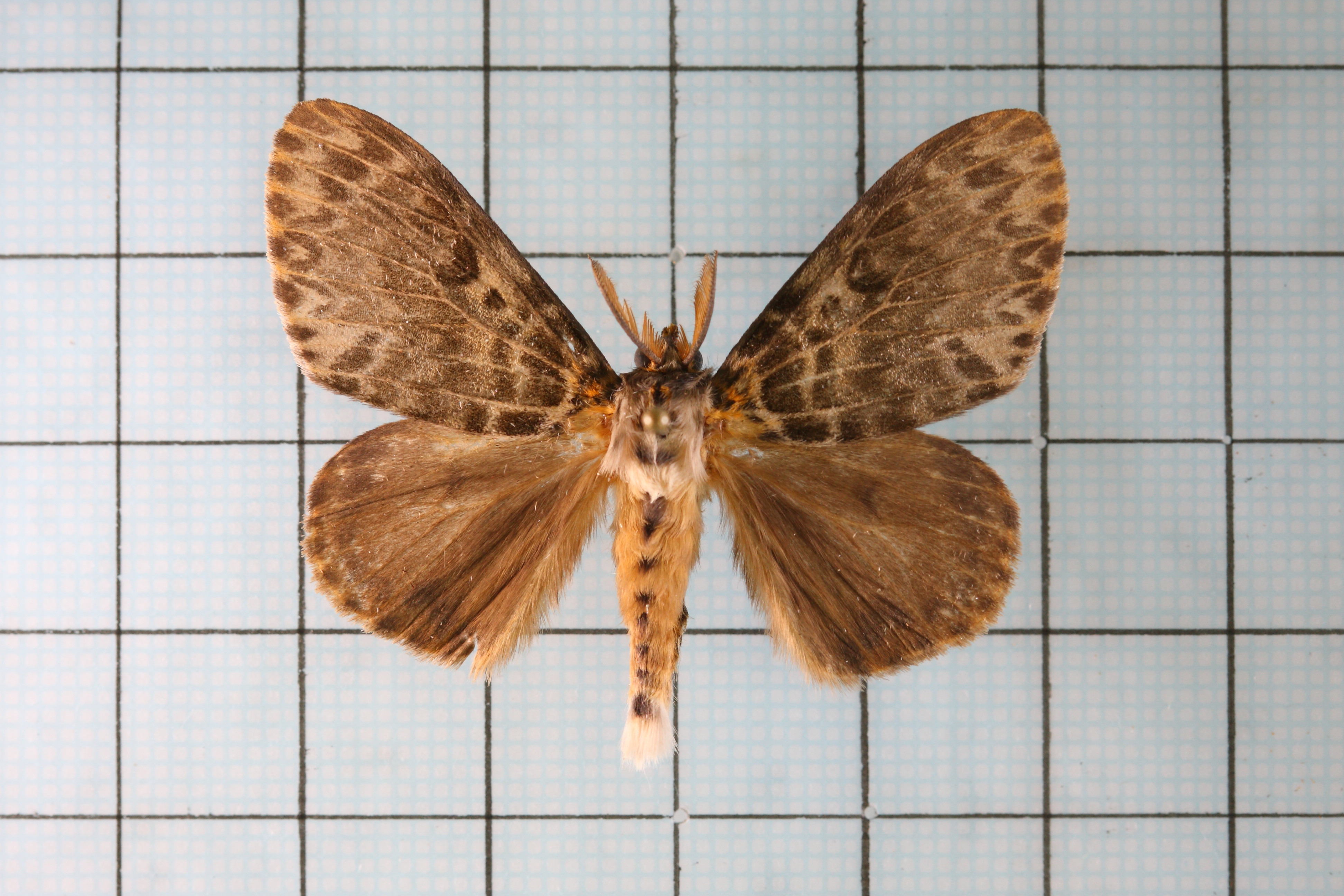
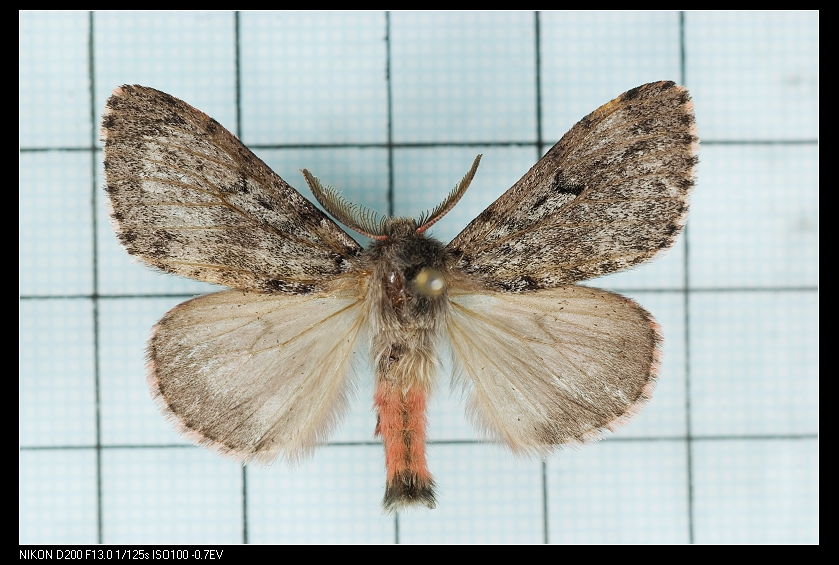
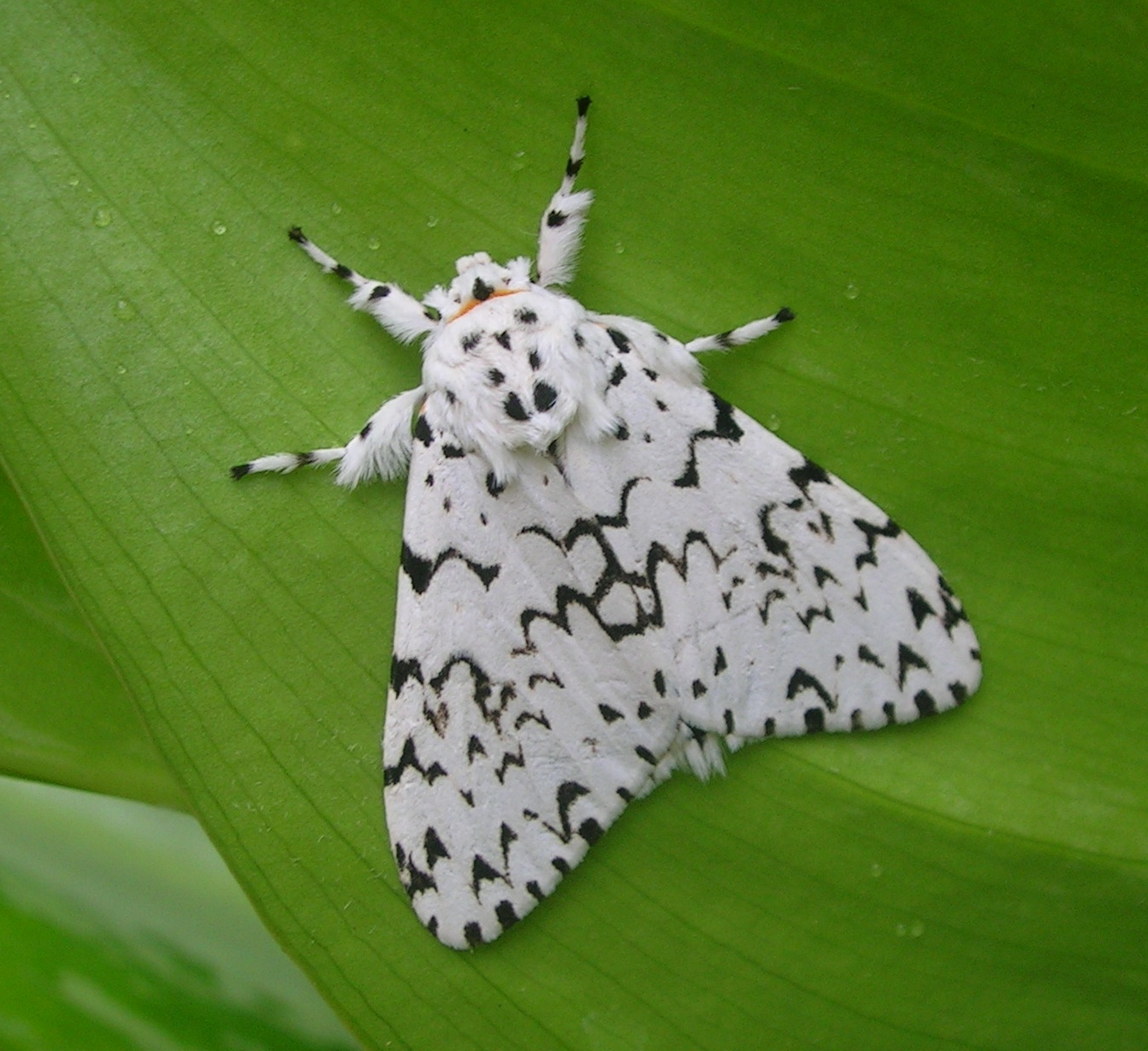